# Facial Images National Database
O Banco de Dados Nacional de Imagens Faciais (em inglês:  Facial Images National Database) (FIND) foi um projeto gerenciado pela Agência Nacional de Melhoria do Policiamento do Reino Unido. O banco de dados era uma coleção de fotos de fontes estáticas e de vídeo. Ele também foi projetado para rastrear cicatrizes, tatuagens e marcas semelhantes em pessoas do banco de dados para aumentar a eficiência na identificação. Pretendia-se que o FIND fornecesse acesso nacional a imagens de indivíduos que foram detidos por um delito criminal, ligando a imagem aos dados criminais mantidos no Computador Nacional da Polícia.
O piloto foi ao ar em 6 de novembro de 2006, com Lancashire, West Yorkshire e Merseyside contribuindo e visualizando imagens. Grande Manchester, Gales do Norte, Devon e Cornualha, Vale do Tâmisa, Polícia de Transporte Britânica (PTB) da Região Nordeste, bem como uma das unidades especializadas da Polícia Metropolitana e eBorders tinham acesso somente leitura ao sistema.
O plano futuro do FIND incluía a adição de sistema de reconhecimento facial (muito parecido com a Tecnologia de Reconhecimento Facial dos Estados Unidos) ao sistema. Devido a pressões orçamentárias, o projeto foi cancelado no início de 2008, mas esta decisão estava sob revisão em outubro de 2008.